# Nodi coreani

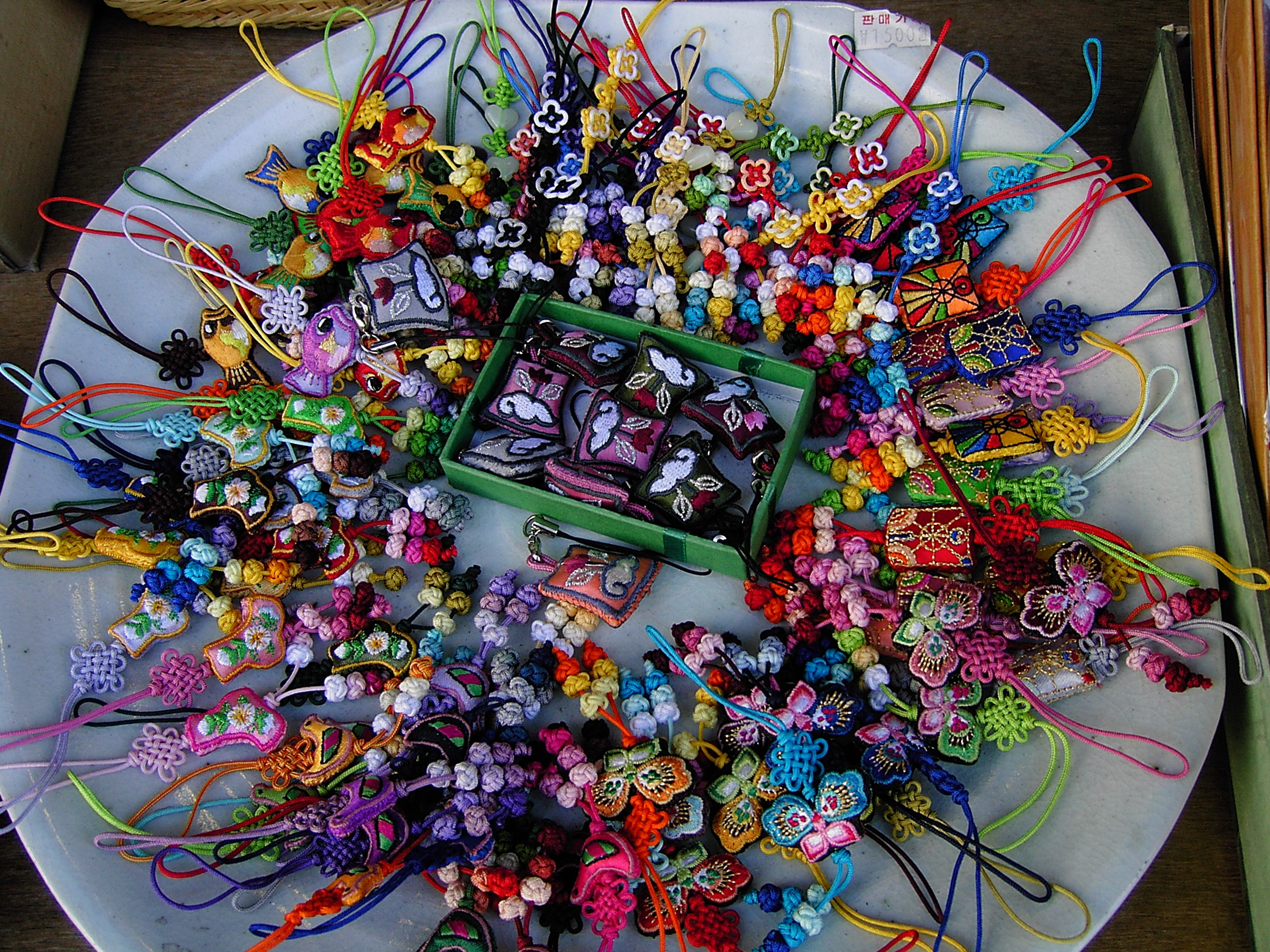
Nodi coreani.

I nodi, in coreano Maedeup (매듭?), erano un lavoro artigianale tipico della tradizione coreana. Sono una delle forme artistiche coreane più antiche, poiché risalgono all'età della pietra. Questa forma artistica varia a seconda della tipologia del nodo realizzato, e sono altrettanti vari gli usi che ne sono stati fatti. L'arte della creazione dei nodi tradizionali coreani è stata riconosciuta come Importante proprietà culturale intangibile numero 22.

## Storia
La storia dei nodi tradizionali coreani risale all'età della pietra. Nell'era dei Tre Regni (Baekje, Silla e Goguryeo) i cittadini coreani solevano indossare borsette di tela legate in vita tramite dei nodi. Affreschi e dipinti buddisti risalenti al periodo Goryeo (918-1392) e altri dipinti e bambole di argilla risalenti al periodo Joseon raffigurano i nodi coreani. Durante il regno di Joseon (1392-1910) sono state realizzate circa 38 differenti tipologie di nodi.

## Caratteristiche

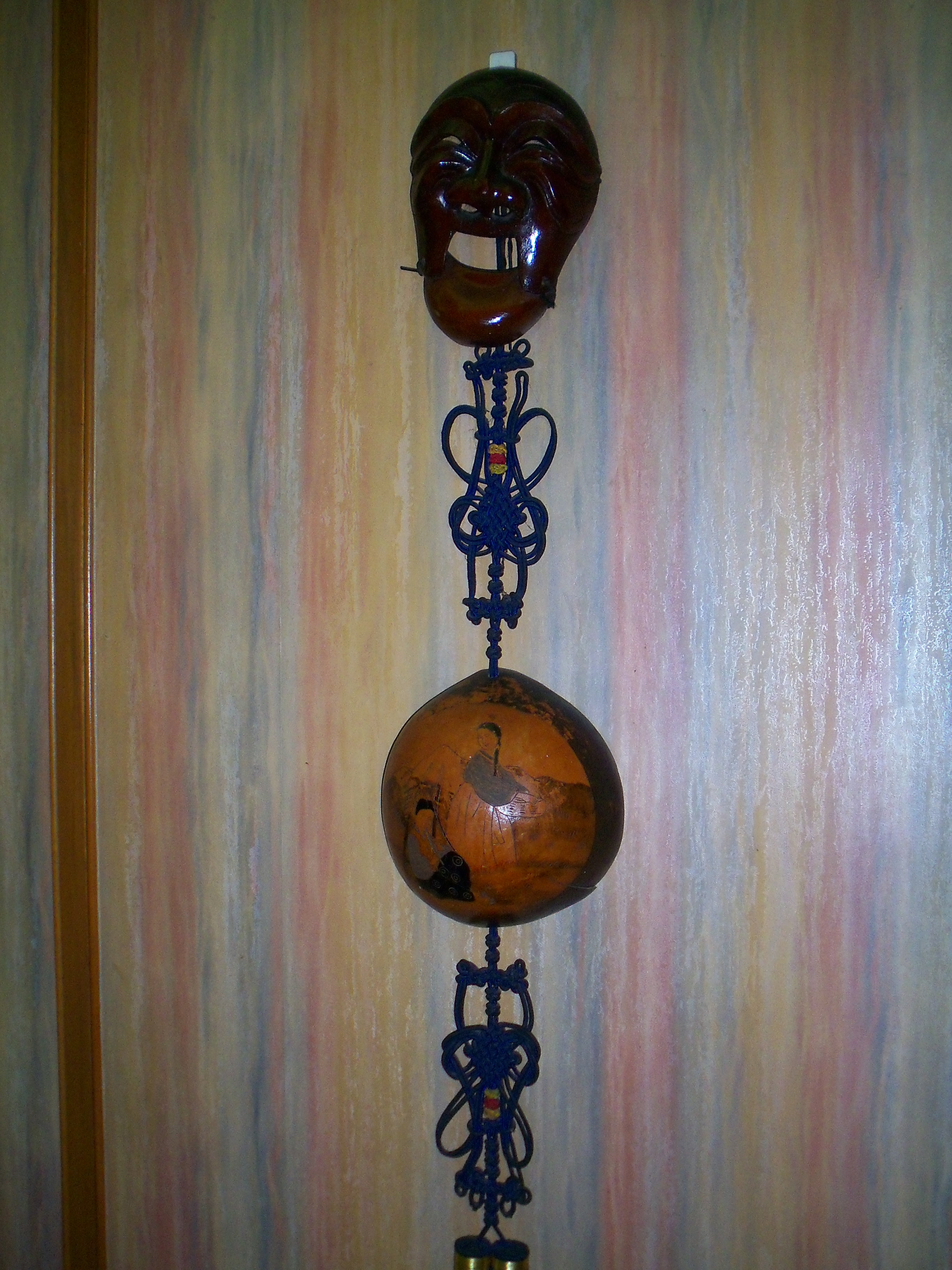
Nodo coreano decorativo di un ingresso abitativo.

Rispetto ai classici nodi, i nodi tradizionali dell'Asia del Nord (specialmente i nodi coreani) sono tridimensionali. Solitamente sono realizzati con funi di seta, erba, corteccia o cuoio. Il design è simmetrico: la parte anteriore del nodo è esattamente uguale alla parte posteriore. Le varie forme di un nodo coreano sogliono rappresentare piante o animali, tra cui la libellula, la cicala, l'ape, il fiore di loto, o il bocciolo di prugno.
Solitamente i nodi coreani venivano realizzati con corde di seta unite tra loro, di vario spessore.
Sono quattro gli stadi principali della preparazione di un nodo:
1. Colorazione della corda
2. Realizzazione della corda (다회?, DahoeLR)
3. Realizzazione del nodo
4. Realizzazione del fiocco finale (술?, SulLR)

In passato i vari passaggi venivano realizzati da differenti artigiani, mentre in seguono vennero affidati a un unico artigiano.
Esistono le seguenti tipologie di nodi:
- 도래매듭?: nodo Dorae
- 귀도래매듭?: nodo Guidorae
- 연봉매듭?: nodo Yeonbong (bottone)
- 생쪽매듭?: nodo Saengjjok
- 매화매듭?: nodo Maehwa
- 가락지매듭?: nodo Garakji (palla)
- 나비매듭?: nodo Nabi (farfalla)
- 국화매듭?: nodo Gukhwa (Crisantemo)
- 잠자리매듭?: nodo Jamjari (libellula)
- 병아리매듭?: nodo Byeongari

## Uso

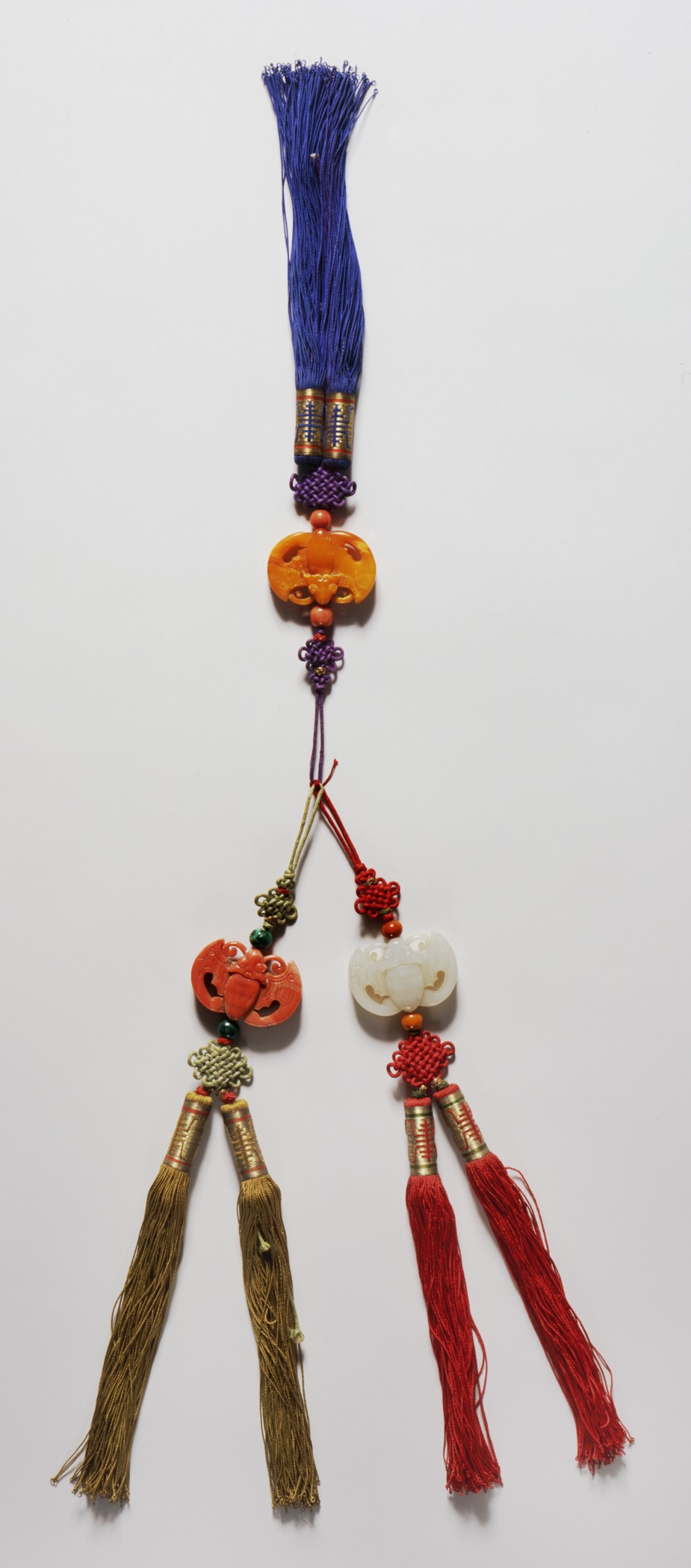
Norigae, accessorio di decoro degli hanbok, realizzato con un nodo coreano. Risale alla dinastia Joseon.

I nodi coreani venivano e vengono tutt'oggi utilizzati come abbellimento di oggetti di uso quotidiano, a partire dai vestiti: servivano a decorare le vesti dell'uomo e della donna coreana per indicare il proprio status. Vennero utilizzati anche nei noringae, ovvero particolari accessori coreani che fanno da decoro agli hanbok; nei gioielli, nelle sacche o anche per decorare strumenti musicali.
Alcuni venivano usati come ornamenti per le celebrazioni, come accessori appesi alle lampade appese alle grondaie dei tetti, oppure decoravano la portantina di una novella sposa. Nell'antichità venivano utilizzati anche come ornamento delle reti da pesca, o per la caccia.
Alcuni hanno anche il valore di un talismano portatore di gioia e pace.